# Alan Sokal
Alan David Sokal (Boston, 24 gennaio 1955) è un fisico statunitense, attualmente professore presso la New York University.

## Biografia
Gli interessi di ricerca di Sokal includono la meccanica statistica, la teoria quantistica dei campi, la fisica matematica e la fisica computazionale. In passato, ha insegnato matematica all'Università Nazionale del Nicaragua durante il governo sandinista.
È noto al grande pubblico per le polemiche suscitate da un  articolo-parodia, dal titolo Transgressing the Boundaries: Toward a Transformative Hermeneutics of Quantum Gravity (La trasgressione dei confini: verso un'ermeneutica trasformativa della gravità quantistica), da lui proposto nel 1996 alla rivista sociologica Social Text. L'articolo era scritto nel linguaggio preferito dalle correnti "postmoderniste", che hanno un notevole seguito nel mondo accademico statunitense, ben al di là del campo di applicazione originario (la critica letteraria).
Nonostante l'evidente caratterizzazione come parodia, in un affastellamento deliberato di enunciati approssimativi, fantasiosi, falsi o addirittura assurdi, l'articolo fu accettato dalla  rivista e ritenuto meritevole di pubblicazione. L'obiettivo di Sokal era quello di dimostrare che gli intellettuali americani legati alle correnti (o semplicemente mode) "postmoderniste" abusavano spesso della terminologia scientifica, indugiando in un uso assai disinvolto, senza alcuna preoccupazione per la reale giustificazione o sensatezza scientifica.
Contemporaneamente all'uscita di questo articolo, Sokal pubblica anche, su un'altra rivista americana, Lingua Franca, un secondo articolo in cui rivela il carattere di parodia del lavoro accettato su Social Text. Egli afferma che sua intenzione era quella di fare un esperimento: «Una rivista di punta consacrata ai Cultural Studies pubblicherebbe un articolo infarcito di assurdità: a) se avesse un certo stile, b) se fosse compiacente verso i presupposti ideologici della redazione? La risposta, purtroppo, è sì». Sokal espresse la motivazione ultima del suo intervento così: «La pigrizia e l'impostura intellettuale vanno denunciate ovunque si trovino». Tale iniziativa ebbe ovviamente un'enorme eco in ambienti scientifici e filosofici. 
Nel 1997 è stato autore, con Jean Bricmont, fisico teorico francese, del libro Impostures Intellectuelles (l'anno seguente apparso nella versione inglese dal titolo Fashionable Nonsense, ossia "assurdità di moda"). Il libro accusa parte del mondo accademico di usare in modo non corretto e poco rigoroso concetti matematici e fisici. Nel 2005 ha pubblicato il libro Pseudosciences et postmodernisme (con la prefazione scritta dal collega Jean Bricmont).